# Discocyrtus brevifemur
Discocyrtus brevifemur is een hooiwagen uit de familie Gonyleptidae.